# Reichssicherheitshauptamt
A Reichssicherheitshauptamt, röviden RSHA, magyarul Birodalmi Biztonsági Főhivatal a náci elnyomó apparátusokat (Gestapo, SD, Kripo, SiPo stb.) egyesítő és irányító csúcsszerv, amelynek 1942-ig Reinhard Heydrich, halála után 1943-tól pedig Ernst Kaltenbrunner SS-tábornok volt a parancsnoka. Feladata a „Birodalom ellenségei”-vel való harc bel- és külföldön egyaránt. 
Egyike volt az SS tizenkét főhivatalának, körülbelül háromezer embert foglalkoztatott a központi részlege. Hivatali részlegei egész Berlinben szét voltak szórva. Főkapitánysága a Wilhelmstraße 101. alatti Prinz Albrecht palotában és a Prinz Albrecht Straße 8. – a Gestapo központja – alatt volt. 2004-ben e terület része lett a Terror topográfiája (Topographie des Terrors) emlékműnek. 
Reinhard Heydrichet 1942-ben cseh ellenállók Prágában megölték. Az RSHA utolsó túlélő hivatalnoka Walter Wevel (1916–2015) SS-Standartenführer (ezredes) volt.

## Története
1936-ban egyesítették a Gestapót a Kripóval (Kriminalpolizei – Bűnügyi Rendőrség), így létrejött a SiPo (Sicherheitspolizei – Titkosrendőrség).
1939-ben a SiPót egyesítették az SD-vel (Sicherheitsdienst – Biztonsági Szolgálat, Hírszerzés) RSHA néven (Reichssicherheitshauptamt – Birodalmi Biztonsági Főhivatal). Ennek feje Reinhard Heydrich, majd Ernst Kaltenbrunner volt.
1939-1945 ig működött a náci Németországban.

## Alá tartozó szervezetek
- Gestapo, politikai titkosrendőrség
- SS Biztonsági Szolgálat (Sicherheitsdienst), a náci párt titkosszolgálata
- Sicherheitspolizei, biztonsági rendőrség

## Vezetői
| #  | Portré | Vezető                                                          | Hivatal kezdete      | Hivatal vége     | Hivatali idő    | Párt  | Párt |
| -- | ------ | --------------------------------------------------------------- | -------------------- | ---------------- | --------------- | ----- | ---- |
| 1. |        | Ideiglenesen SS-Obergruppenführer Reinhard Heydrich (1904–1942) | 1941. szeptember 29. | 1942. június 4.  | 248 nap         | NSDAP |      |
| —  |        | Ideiglenesen Reichsführer-SS Heinrich Himmler (1900–1945)       | 1942. június 4.      | 1943. január 30. | 240 nap         | NSDAP |      |
| 2. |        | SS-Obergruppenführer Ernst Kaltenbrunner (1903–1946)            | 1943. január 30.     | 1945. május 12.  | 2 év és 102 nap | NSDAP |      |